# Legio I Adiutrix

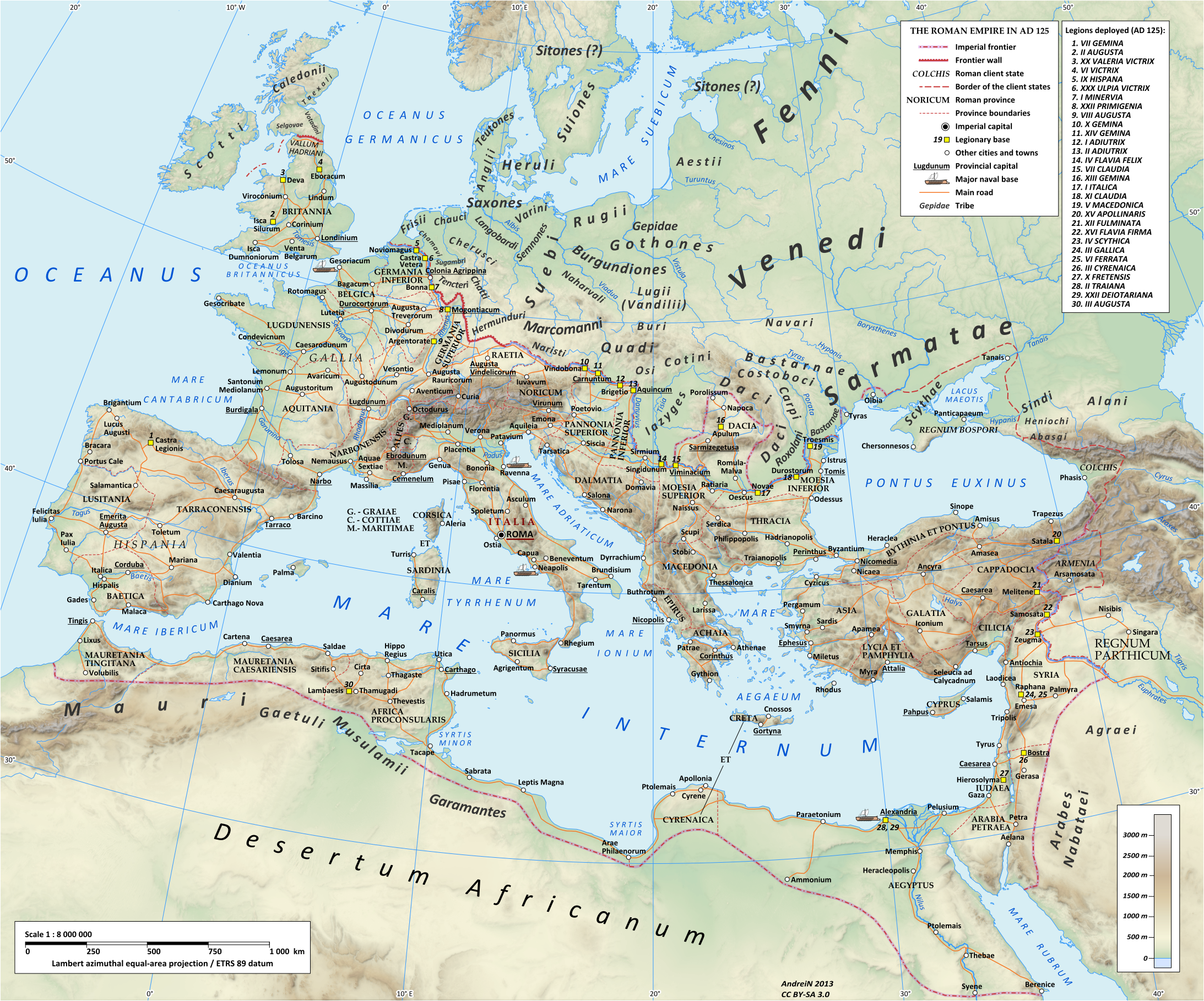
Bản đồ của Đế quốc La Mã vào năm 125, dưới triều đại hoàng đế Hadrian, cho thấy Legio I Adiutrix, đóng quân tại Brigetio (Szöny, Hungary) trên khu vực sông Danube, thuộc tỉnh Hạ Pannonia, từ năm 86 SN tới ít nhất năm 344

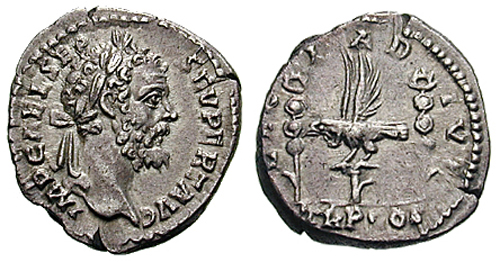
I Adiutrix được Septimius Severus tôn vinh cùng trên đồng denarius này. I Adiutrix dã ủng hộ Severus trong cuộc chiến tranh giành ngai vàng.

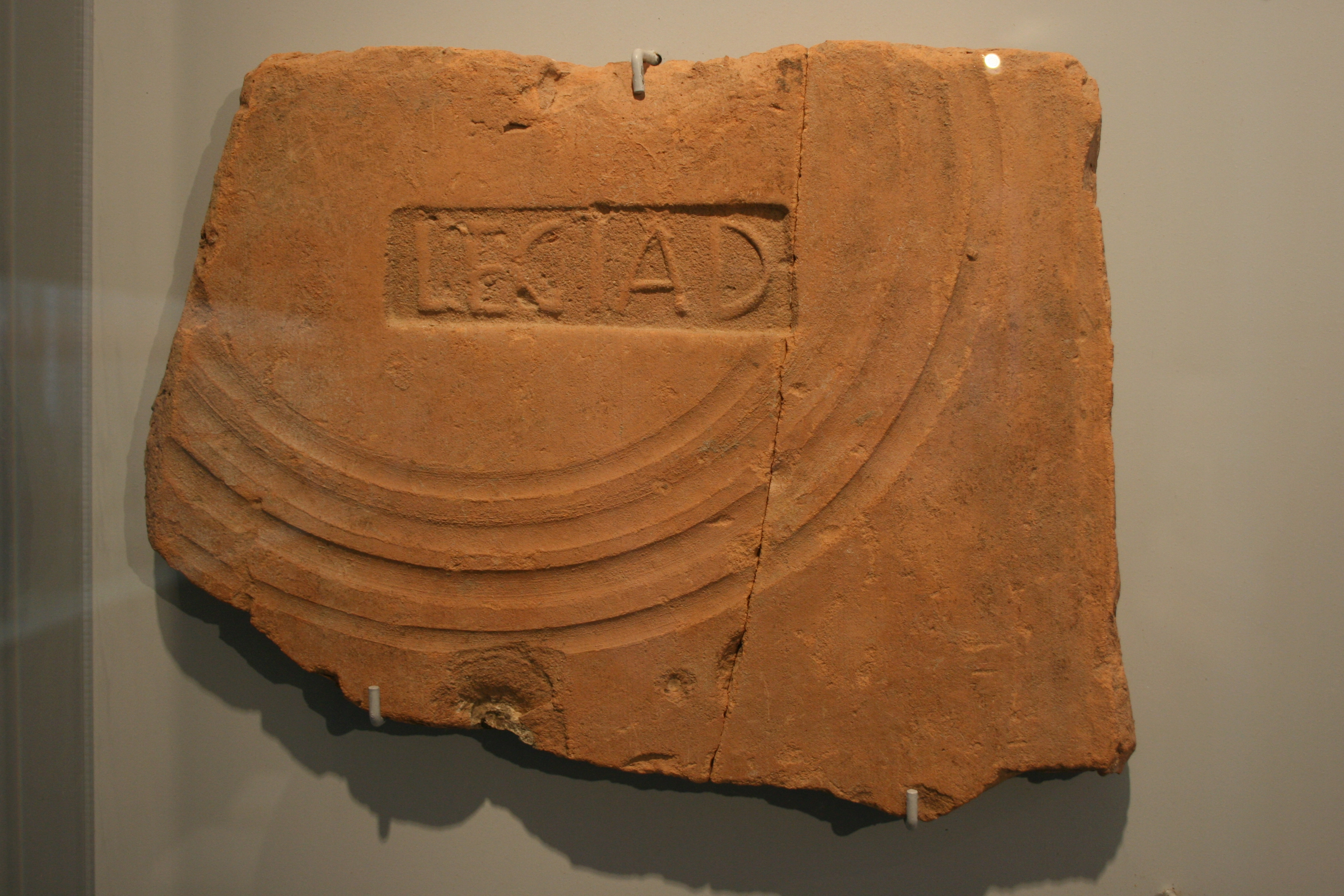
Viên gạch có dòng chữ LEG I AD tìm thấy tại Rheinzabern.

Legio prima Adiutrix (quân đoàn trợ chiến thứ nhất), là một quân đoàn La Mã, nó có thể đã được Galba thành lập vào năm 68, theo lệnh của Nero. Những ghi chép cuối cùng đề cập đến quân đoàn Adiutrix là vào năm 344, khi nó đóng quân tại Brigetio (Szöny ngày nay), ở tỉnh Pannonia của La Mã. Biểu tượng của quân đoàn là Ma Kết, được sử dụng cùng với thần mã Pegasus, còn biểu tượng trên mũ giáp được quân đoàn I Adiutrix sử dụng là một con cá heo.

## Lịch sử
Quân đoàn có thể có nguồn gốc từ I Classica, một quân đoàn được Nero thành lập từ những lính hải quân của Classis Misenensis, nhưng sau đó đã được Galba hoàn thành. Quân đoàn đã đóng quân gần thành Roma.
Trong Năm Tứ Hoàng đế, quân đoàn đã chiến đấu trong quân đội của Otho và tham gia vào trận Bedriacum, tại đây vị hoàng đế này đã bị Vitellius đánh bại  Vitellius sau khi giành được thắng lợi đã ra lệnh cho quân đoàn chuyển tới Tây Ban Nha, nhưng vào năm 70 nó đã tham gia vào việc dập tắt cuộc cuộc khởi nghĩa Batavia.
Thành phố Moguntiacum (Mainz) là căn cứ đầu tiên của quân đoàn được biết đến và cùng chia sẻ căn cứ này với Legio XIV Gemina, tại đây họ tham dự chủ yếu vào những hoạt động xây dựng. Vào năm 83, họ đã chiến đấu trong các cuộc chiến tranh Germania chống lại người Chatti, một bộ lạc Đức sống ở phía bên kia sông Rhine, dưới sự chỉ huy của Hoàng đế Domitianus. Sau đó họ thuyên chuyển tơi đạo quân Danube, đóng quân trên địa bàn tỉnh Pannonia của La Mã, và để chống lại người Dacia.
Sau khi Domitianus bị ám sát vào năm 96, Adiutrix cùng với đạo quân Danube, đóng một vai trò quan trọng trong nền chính trị La Mã, họ đã buộc Nerva phải chấp nhận Trajan sẽ là người kế vị ông ta sau này. Khi Trajan trở thành hoàng đế, ông đã ban cho quân đoàn tên riêng Pia Fidelis ("trung thành và trung nghĩa") để đền đáp sự ủng hộ của họ. Từ năm 101 tới năm 106, dưới sự chỉ huy của vị hoàng đế mới,I Adiutrix, cùng với IV Flavia Felix và XIII Gemina, đã chinh phục Dacia và chiếm đóng tỉnh mới được thành lập. Trajan cũng còn sử dụng quân đoàn Pia Fidelis của ông trong chiến dịch chống lại Parthia (năm 115-117), nhưng họ đã được phái trở lại Pannonia sau khi hoàng đế Hadrianus lên kế vị, với căn cứ của họ ở Brigetio.
Trong những thập kỷ tiếp theo, I Adiutrix vẫn đóng quân ở biên giới sông Danube. Dưới triều đại của Marcus Aurelius, I Adiutrix đã chiến đấu trong cuộc chiến tranh chống lại người Marcomanni dưới sự chỉ huy của Marcus Valerius Maximianus. Từ năm 171 tới năm 175, viên tướng chỉ huy của quân đoàn là Pertinax, vị hoàng đế tương lai. Khi Septimius Severus trở thành hoàng đế, I Adiutrix là một trong những quân đoàn đã ủng hộ ông và tham gia cuộc hành quân tới Roma của ông.
Trong những thập kỷ tiếp theo, căn cứ chính của quân đoàn một lần nữa là ở Pannonia, nhưng nó đã tham gia vào nhiều cuộc chiến tranh với Parthia, cụ thể là trong các chiến dịch của Septimius Severus vào năm 195 và năm 197-198, vào năm 215-217 do Caracalla lãnh đạo và chiến dịch của Gordianus III vào năm 244.
Quân đoàn sau đó nhận được tên riêng Pia Fidelis Bis ("hai lần trung thành và trung nghĩa") và Constans ("đáng tin cậy") trong thế kỷ thứ 3.